# Schlacht bei Chełm
Racławice •
Warschauer Erhebung •
Wilnaer Erhebung •
Niemenczyn •
Polany •
Lipniszki •
Szczekociny •
Chełm •
Soły •
Kurlander Erhebung •
Gołków •
Raszyn •
Kolno •
Błonie •
Warschau (1) •
Sałaty •
Słonim •
Lubań •
Krupczyce •
Terespol •
Großpolnische Erhebung •
Łabiszyn •
Bydgoszcz •
Maciejowice •
Kobyłka •
Praga •
Warschau (2)
Die Schlacht bei Chełm fand am 8. Juni 1794 in einem Vorort der Stadt Chełm zwischen den polnischen und den russischen Streitkräften während des Kościuszko-Aufstands statt.
Am 8. Juni trafen die vereinigten Verbände der russischen Generale Petrowicz Zagriażski und Wilhelm Derfelden mit einer Armee von insgesamt 16.500 Soldaten und 24 Kanonen auf die polnischen Truppen unter General Józef Zajączek mit nur 6.000 regulären Soldaten, 14 Kanonen und über 2.000 Bauernsoldaten mit Kriegssensen.
Zajączek besetzte 1,5 km vor der Stadt die bewaldeten Hügel. Am Vormittag starteten die russischen Truppen den Angriff. Nach mehreren Stunden des Kampfes brachen die stark unterlegenen polnischen Linien unter den Angriffen zusammen.
Zajączek konnte nur noch versuchen, durch einen Rückzug möglichst große Teile der Armee zu retten.